# Paul Lowe (fotojornalista)
Paul Lowe (Londres, 6 de novembro de 1963 — Serra de San Gabriel, Los Angeles, 12 de outubro de 2024) foi um fotojornalista premiado e professor universitário britânico. Recebeu o prémio Vic Odden da Royal Photographic Society em 1999 e arrecadou o World Press Photo por seis vezes, em diferentes anos e diferentes categorias.

## Biografia
Nasceu em Londres a 6 de novembro de 1963, mas cresceu na cidade de Liverpool. Lowe obteve a Licenciatura em História pela Universidade de Cambridge. Mais tarde, um BTEC em fotografia documental pelo Gwent College of Higher Education. E, ainda, um doutoramento em fotografia pela Universidade das Artes de Londres, no Reino Unido.
Como fotojornalista, Lowe cobriu a queda do Muro de Berlim, a libertação de Nelson Mandela, a Guerra Civil Jugoslava e a destruição de Grozny, entre outros acontecimentos.
Foi o diretor e professor do curso de mestrado em Fotojornalismo e Fotografia Documental do London College of Communication. Também foi professor visitante do King’s College London.
O seu trabalho, representado pela Panos Pictures e pela Agência VII, foi publicado na Time, Newsweek, Life, The Sunday Times Magazine, The Observer e The Independent, entre muitos outros órgãos de comunicação social.
Arrecadou seis prémios no World Press Photo em 1993 (duas categorias), 1995 (duas categorias), 1996 e 2001. Em 1999, foi agraciado com o Prémio Vic Odden da Royal Photographic Society, no Reino Unido.
Morreu a 12 de outubro de 2024, aos 60 anos, num trilho na Serra de San Gabriel, norte do condado de Los Angeles, EUA, tendo o seu filho de 19 anos, Emir Abadzic Lowe, sido acusado do homicídio.

## Publicações
- Bosnians. Saqi and the Bosnian Institute, Londres, 2005. Com um ensaio de  Allan Little. ISBN 978-0863565069.[6]
- Behind the Camera: Creative Techniques of 100 Great Photographers. Prestel, 2016. ISBN 978-3-7913-8279-1.
- Photography Masterclass: Creative Techniques of 100 Great Photographers. Londres: Thames & Hudson, 2016. ISBN 9780500544624.
- 1001 Photographs You Must See In Your Lifetime. Universe, 2017. ISBN 9780789327680.
- A Chronology of Photography: A Cultural Timeline from Camera Obscura to Instagram. Londres: Thames & Hudson, 2018. ISBN 9780500545034.[7]
- Understanding Photojournalism. With Jennifer Good. Routledge, 2020. ISBN 978-1472594907.
- Photography Rules: Essential Dos and Don'ts from Great Photographers. Frances Lincoln, 2020. ISBN 978-0711242586.
- Reporting the Siege of Sarajevo. With Kenneth Morrison. Bloomsbury Academic, 2021. ISBN 978-1350081741.
- Ernst Haas: The American West. Prestel, 2022. ISBN 978-3791388250.
- Photography, Bearing Witness and the Yugoslav Wars, 1988–2021: Testimonies of Light. Routledge, 2022. ISBN 978-1474243759.